# Очеретинська селищна рада
Очере́тинська се́лищна ра́да — адміністративно-територіальна одиниця та орган місцевого самоврядування в Ясинуватському районі Донецької області. Адміністративний центр — селище міського типу Очеретине.

## Загальні відомості
- Населення ради: 4 585 осіб (станом на 2001 рік)

## Населені пункти
Селищній раді підпорядковані населені пункти:
- смт Очеретине
- смт Керамік

## Склад ради
Рада складається з 20 депутатів та голови.
- Голова ради:
- Секретар ради: Мормуль Ірина Вікторівна

### Керівний склад попередніх скликань
| Прізвище, ім'я, по батькові   | Основні відомості                                                        | Дата обрання | Дата звільнення |
| ----------------------------- | ------------------------------------------------------------------------ | ------------ | --------------- |
| Гончаров Олександр Васильович | Селищний голова, 1953 року народження, член Партії регіонів              | 26.03.2006   | 31.10.2010      |
| Арутінова Ніна Зауріївна      | Селищний голова, 1960 року народження, освіта вища, член Партії регіонів | 31.10.2010   | 18.10.2014      |

Примітка: таблиця складена за даними сайту Верховної Ради України

### Депутати
За результатами місцевих виборів 2010 року депутатами ради стали:

#### За суб'єктами висування
| Суб'єкт висування | Кількість обраних депутатів | %   |
| ----------------- | --------------------------- | --- |
| Самовисування     | 20                          | 100 |

#### За округами
| № округу | Прізвище, ім'я, по батькові      | Дата визнання обраним | Освіта             | Партійна приналежність | Відомості про обраного депутата                                |
| -------- | -------------------------------- | --------------------- | ------------------ | ---------------------- | -------------------------------------------------------------- |
| 1        | Борисова Тетяна Петрівна         | 02.11.2010            | середня            | позапартійна           | ООО «Євромінерал», бухгалтер                                   |
| 2        | Кобець Ангеліна Миколаївна       | 02.11.2010            | вища               | позапартійна           | загальноосвітня школа сел. Очеретине, заступник директора      |
| 3        | Чала Олена Андріївна             | 02.11.2010            | середня спеціальна | позапартійна           | ЯЦРБ, лаборант                                                 |
| 4        | Мормуль Ірина Вікторівна         | 02.11.2010            | вища               | член Партії регіонів   | Очеретинська селищна рада, секретар                            |
| 5        | Женжирова Інга Василівна         | 02.11.2010            | незакінчена вища   | позапартійна           | Станція ДП"Донецьк-Залізниця", начальник                       |
| 6        | Суліменко Аліна Володимирівна    | 02.11.2010            | середня спеціальна | позапартійна           | Дитячий садок № 7 сел. Очеретине, вихователь                   |
| 7        | Омельницька Олена Ярославівна    | 02.11.2010            | середня            | позапартійна           | Житлово-комунальне господарство сел. Очеретине, директор       |
| 8        | Мирошниченко Олена Вікторівна    | 02.11.2010            | вища               | позапартійна           | ТОВ «Альтком», енергетик                                       |
| 9        | Соколовська Валентина Василівна  | 02.11.2010            | середня            | позапартійна           | НС Ясинуватського горводоканалу, машиніст                      |
| 10       | Солодкий Юрій Васильович         | 02.11.2010            | вища               | позапартійний          | ТОВ «Альтком», технічнийдиректор                               |
| 11       | Огнєва Інна Олександрівна        | 02.11.2010            | вища               | позапартійна           | Очеретинська міська лікарня, лікар                             |
| 12       | Горчакова Надія Олександрівна    | 02.11.2010            | середня            | член Партії регіонів   | Очеретинська селищна рада, спеціаліст                          |
| 13       | Константинова Оксана Анатоліївна | 02.11.2010            | середня            | позапартійна           | Авдіївський коксохімічний завод, машиніст                      |
| 14       | Кисельов Володимир Миколайович   | 02.11.2010            | вища               | позапартійний          | Очеретинська міська лікарня, лікар                             |
| 15       | Горчаков Артур Олегович          | 27.05.2013            | вища               | член Партії регіонів   | ТОВ «Ембер Україна» м. Донецьк, заступник директора з продажів |
| 16       | Галицька Світлана Юріївна        | 02.11.2010            | незакінчена вища   | позапартійна           | загальноосвітня школа с. Очеретине, вчитель                    |
| 17       | Ястремська Вікторія Іванівна     | 02.11.2010            | вища               | член Партії регіонів   | Очеретинська селищна рада, спеціаліст                          |
| 18       | Шиш Сергій Андрійович            | 02.11.2010            | вища               | позапартійний          | Центр ДонецькАвторгалс, менеджер                               |
| 19       | Осколкова Світлана Іванівна      | 02.11.2010            | середня            | позапартійна           | Очеретинська міська дікарня, молодша медична сестра            |
| 20       | Курдюков Роман Володимирович     | 02.11.2010            | середня            | член Партії регіонів   | шахта «Западна», начальник ділянки                             |